# Quả bóng vàng châu Âu 2025
Quả bóng vàng châu Âu 2025 dự kiến là lễ trao giải Quả bóng vàng châu Âu thường niên lần thứ 69 do France Football tổ chức. Buổi lễ nhằm trao những giải thưởng cho các cầu thủ có thành tích thi đấu xuất sắc nhất thế giới ở mùa giải 2024–25. Đây là lần thứ tư trong lịch sử mà giải thưởng được trao dựa trên thành tích và kết quả của mùa giải thay vì thành tích và kết quả trong một năm dương lịch. Mùa thi đấu bắt đầu diễn ra từ ngày 1 tháng 8 năm 2024 đến ngày 31 tháng 7 năm 2025. Buổi lễ trao tặng được lên kế hoạch vào ngày 22 tháng 9 năm 2025, và danh sách đề cử sẽ được công bố vào tháng 8 năm 2025.

## Quả bóng vàng
Các ứng viên cho giải thưởng dự kiến sẽ được công bố vào tháng 8 năm 2025.

## Quả bóng vàng nữ
Các ứng viên cho giải thưởng dự kiến sẽ được công bố vào tháng 8 năm 2025.

## Cúp Kopa
Các ứng viên cho giải thưởng dự kiến sẽ được công bố vào tháng 8 năm 2025.

## Cúp Yashin
Các ứng viên cho giải thưởng dự kiến sẽ được công bố vào tháng 8 năm 2025.

## Cúp Gerd Müller
Các ứng viên cho giải thưởng dự kiến sẽ được công bố vào tháng 8 năm 2025.

## Giải Sócrates
Các ứng viên cho giải thưởng dự kiến sẽ được công bố vào tháng 8 năm 2025.

## Câu lạc bộ nam của năm
Các ứng viên cho giải thưởng dự kiến sẽ được công bố vào tháng 8 năm 2025.

## Câu lạc bộ nữ của năm
Các ứng viên cho giải thưởng dự kiến sẽ được công bố vào tháng 8 năm 2025.

## Huấn luyện viên nam của năm
Các ứng viên cho giải thưởng dự kiến sẽ được công bố vào tháng 8 năm 2025.

## Huấn luyện viên nữ của năm
Các ứng viên cho giải thưởng dự kiến sẽ được công bố vào tháng 8 năm 2025.